# Le Carlaret
Le Carlaret är en kommun i departementet Ariège i regionen Occitanien i södra Frankrike. Kommunen ligger  i kantonen Pamiers-Est som ligger i arrondissementet Pamiers. År 2022 hade Le Carlaret 286 invånare.

## Befolkningsutveckling
Antalet invånare i kommunen Le Carlaret
Referens: INSEE